# Селянський син
Селянський син (рос. «Крестьянский сын») — радянський художній фільм 1975 року, знятий на  кіностудії ім. М. Горького режисером  Іриною Тарковською, за однойменною повістю  Раїси Григор'євої.

## Сюжет
Дія фільму відбувається в 1918—1919 роках на Алтаї. В основу сюжету покладено доля реального героя громадянської війни Кирила Йосиповича Баєва. Головний герой картини — підліток Костя Байков (актор С. Куракін), син простого селянина, який став розвідником у партизанському загоні. У складі загону він бере участь в боротьбі за встановлення Радянської влади на Алтаї.

## У ролях
- Сергій Куракін —  Костя Байков, селянський син
- Наташа Гореванова —  Груня, сільська сирота
- Анатолій Аккуратов —  Стьопка, друг Кості
- Марков Леонід Васильович —  Єгор Байков, батько Кості
- Лариса Даніліна —  мати
- Георгій Бурков —  Андрій Петраков, комісар
- Олександр Январьов —  Паша, провідник комісара
- Лев Дуров —  Акинфій Поклонов, сільський кулак
- Глушков В'ячеслав Михайлович —  Федько, син куркуля
- Валентина Ананьїна —  мати Федька
- Едуард Володарський —  полковник Могильников
- Кирилов Олександр Олександрович —  Саша, поручик
- Паулус Владлен Володимирович —  Мирон Колесов, жалісливий селянин
- Юрій Шерстньов —  Гнат Гомозов, голова, командир партизанського загону
- Расмі Джабраїлов —  отаман банди

## Знімальна група
- Автор сценарію: Раїса Григор'єва
- Режисер:  Ірина Тарковська
- Оператор: Сергій Приймак
- Художник: Альфред Таланцев
- Музика  Е. Артем'єв